# Autesion
Autesion (altgriechisch Αυτεσίων Autesíōn), der Sohn des Teisamenos, war in der griechischen Mythologie der Vater des Theras, nach welchem die Insel Thera benannt wurde, und der Argeia, die später den Herakliden Aristodemos heiratete.
Autesion wurde nach seinem Vater Teisamenos König von Theben, musste aber wegen eines Orakelspruchs auswandern und siedelte sich bei den Dorern an. Als sein Nachfolger wurde Damasichthon gewählt, der Sohn des Opheltes.